# سيب فان دن بيرغ
سيب فان دن بيرج (بالهولندية: Sepp van den Berg) (20 ديسمبر 2001 في زفوله، هولندا - ) هو لاعب كرة قدم هولندي يلعب مع نادي برينتفورد في مركز قلب الدفاع.

## روابط خارجية
- سيب فان دن بيرغ على موقع الاتحاد الأوربي (الإنجليزية)
- سيب فان دن بيرغ على موقع قاعدة بيانات كرة القدم.إي يو (الإنجليزية)
- سيب فان دن بيرغ على موقع Soccerway.com (الإنجليزية)
- سيب فان دن بيرغ على موقع عالم كرة القدم.نت (الإنجليزية)